# Bárcena de Cicero
Bárcena de Cicero là một đô thị thuộc cộng đồng tự trị Cantabria, Tây Ban Nha. Theo điều tra dân số năm 2007, đô thị này có dân số là 2.546 người. Thủ phủ là Gama.

## Biến động dân số
| 1900  | 1910  | 1920  | 1930  | 1940  | 1950  | 1960  | 1970  | 1980  | 1990  | 2000  | 2007  |
| ----- | ----- | ----- | ----- | ----- | ----- | ----- | ----- | ----- | ----- | ----- | ----- |
| 2.040 | 2.138 | 2.423 | 2.569 | 2.799 | 3.058 | 2.787 | 2.698 | 2.417 | 2.334 | 2.334 | 3.407 |

Fuente: INE

## Các thị trấn
- Adal
- Ambrosero
- Bárcena de Cicero
- Cicero
- Gama (Thủ phủ)
- Moncalián
- Treto
- endular